# 近藤夏子 (アナウンサー)
近藤 夏子（こんどう かこ、1996年8月4日 - ）は、TBSテレビのアナウンサー。YouTuberやTikTokerとしても活動している。

## 来歴
東京都出身。商社勤務の父の影響で、生後3か月から5歳までマレーシアの首都クアラルンプールで過ごした帰国子女。
慶應義塾幼稚舎、慶應義塾中等部、慶應義塾女子高等学校、慶應義塾大学法学部法律学科卒業。2019年4月1日付で、篠原梨菜・若林有子・渡部峻とともに、アナウンサーとしてTBSテレビに入社。同年8月30日に上記の3名と共に『ジェーン・スー 生活は踊る』（TBSラジオ）で「初鳴き」（番組デビュー）を経験してからは、テレビの情報番組（『ひるおび!』『サンデージャポン』など）でリポーターを務めることが多い。その一方で、2022年4月から石井大裕（先輩のスポーツアナウンサー）と共に『S☆1』（週末深夜のスポーツ情報番組）のメインキャスターへ起用されたことを機に、TBSテレビが日本国内向けの放送権を保有するスポーツの国際大会（世界陸上選手権・アジア競技大会など）の中継で取材リポートを任されている。
TBSラジオでは、2020年1月から『土曜朝6時 木梨の会。』で、同期の篠原・先輩アナウンサーの山本里菜（2023年10月以降は山形純菜）と交互にアシスタントを担当。2021年9月27日から2022年3月まで毎週月曜日に『伊集院光とらじおと』のアシスタントを務めていたほか、『ジェーン・スー　生活は踊る』にも2023年10月12日から「木曜パートナー」としてレギュラーで出演している。2021年12月17日には、所属部署であるアナウンスセンター公認で、先輩の山本匠晃・山本里菜、後輩の齋藤慎太郎と共同でYouTube上に公式チャンネルとTiktokアカウントを開設した（詳細後述）。
2024年10月、結婚を発表。

## 人物
- 父親は早稲田大学出身でアメリカンフットボール日本代表として活躍[2]。
- 中学時代は陸上部、高校時代はラクロス部に所属した[2]。
- 部活を引退した高校3年の時に「JJ×レプロエンタテインメントJJ専属モデルオーディション」に応募[注 1]。同グランプリに選ばれ、大学時代は芸能事務所に所属しタレント活動を行っていた[7][注 2]。
- TBSテレビ入社後の2020年1月11日に、神奈川県警秦野警察署の一日警察署長を務めた[8]。
- TBSテレビがJNN全国ネット向けに制作する駅伝中継でもリポーターを随時担当している。2020年の別府大分毎日マラソン（2月2日に大分県内で開催された第69回大会）全国ネット向けテレビ中継（RKB毎日放送と大分放送による共同制作番組）にも、スタート地点からのリポーターとして派遣されていた。
  - 別府大分毎日マラソンの中継では2021年の中止をはさんで2022年（2月6日開催の第70回大会）でもリポーターを務めることが予定されていたが、TBSテレビから派遣される社員・スタッフ向けのPCR検査で、新型コロナウイルスに感染していることが4日までに判明。上記の共同制作局では、RKBアナウンサーの本田奈也花を近藤の代役に立てる措置を急遽講じた[9][10]。TBSグループでも、2月5日にアシスタントを務める予定だった『土曜朝6時 木梨の会。』[11]から近藤による（検査の前に収録済みの番組や企画を除く）担当番組への出演を暫定的に休止。実際には感染が判明した時点で自覚症状は出ておらず[11]、後に受診したPCR検査で陰性が確認されたため、2月11日からアナウンサーとしての職務を再開した[12]。
- 2022年4月から、先輩アナウンサーの石井大裕と共に『S☆1』（週末深夜のスポーツ情報番組）のメインキャスターへ起用。同年以降の世界陸上競技選手権大会（世界陸上）や、2024年パリオリンピックの開催期間中には、開催地からTBSテレビ系列の競技中継・報道番組に向けた取材リポートを任されている。
- 日本で『S☆1』の日曜版を放送していた2022年12月12日の未明からは、同番組の企画で第50回ホノルルマラソンへ参加。フルマラソン未経験ながら、目標（6時間）を上回るゴールタイム（5時間45分23秒）で完走している[13][14]。

## 現在の出演番組

### テレビ
- ひるおび
  - 水曜日午前枠の中継リポーター：2021年10月6日 - 2022年4月17日／2023年7月5日 - 2024年9月25日 
    - 2022年4月24日以降は後輩アナウンサーの野村彩也子が担当していたが、野村が体調不良で出演を見合わせたことを受けて、2023年7月から担当を再開していた。

  - 金曜日午前枠のプレゼンター：2024年4月 - 
    - 先輩アナウンサーの齋藤慎太郎から、「エンタメFun!」（エンタテインメント関連の特集コーナー）のプレゼンター継承。

  - 金曜日午後枠のプレゼンター：2025年1月 - 2025年3月
    - 報道1930 火曜アシスタント(2025年4月1日〜)
- スポーツ中継（駅伝・陸上競技・マラソン）
- 有吉ジャポンジロジロ有吉（アシスタント）
- OAを見た後に…語らナイト（2024年4月20日から毎週土曜日→日曜日の未明に放送中の30分番組） - 不定期で出演
  - TBSテレビが制作している連続ドラマから1つの作品を、同局の現職アナウンサーが1話分鑑賞したうえで、その作品のPRを兼ねて「パジャマトーク」を展開する番組。放送上は、同性のアナウンサーから3名が、週替わりか2週連続で「パジャマトーク」に参加している。自身の初出演は、『9ボーダー』を取り上げた第2回（2024年5月3日深夜放送分）で、同期の篠原梨菜・後輩の南後杏子と揃って登場。

以下の番組には、不定期でロケ映像にのみ登場。
- サンデージャポン - 「サンジャポジャーナリスト」の1人として出演
- アッコにおまかせ! （2023年4月2日 -  ） - 「おまかせ!コレキテル!?」リポーター
- 報道1930

### ラジオ
- 土曜朝6時 木梨の会。（2020年1月4日 - ） - 週替わりアシスタントの1人として、山本里菜（2023年10月以降は山形純菜）・篠原（2024年4月以降は吉村恵里子）と交互に出演。
- 要潤のMagic Hour（2022年4月2日 - ）
- ジェーン・スー 生活は踊る（2023年10月12日 - ）木曜担当　ただし各月の第5週目の木曜は休演　蓮見孝之の代理(2020年8月13日.2022年9月14日)

### YouTube／Tiktok
- アナウンサーのゆるちゃん/たりかしCh.（2021年12月17日 - ）
  - チャンネル名の「たりかし」は、自身を含めて運営に携わる4人のアナウンサー（前述）の名前から、平仮名で最初に表記される文字を繋げたことに由来。開設当初から2022年2月までは、「たーりーかーしーチャンネル」という名称で運営していた。

## 過去の出演番組

### テレビ
- はやドキ!（2019年10月8日 - 2020年9月22日）- 火曜日レギュラー[15]
- イベントGO!（2019年10月16日 - 2020年3月）- 同期と交代でナビゲーター
- パパジャニWEST - ナレーション
- 報道特集（スポーツ担当、2019年11月9日）- 当時レギュラーで担当していた宇内梨沙の代役
- ゴゴスマ -GO GO!Smile!-（最新ニュース担当、2020年7月9日 - 2020年10月16日）- 当時レギュラーで担当していた田村真子の代役
- 地球を笑顔にするTV 香川と指原と安住と…SDGsって何だ?SP（2020年11月21日）
- 東日本実業団駅伝2021〜ニューイヤー駅伝への道〜（2021年11月3日）- リポーター
- 最愛 最終話（2021年12月17日）
- まるっと!サタデー - リポーター
- TBS NEWS（2019年10月 - 2022年3月）- 水曜日担当（隔週）
- From TBS（関東ローカル向けの番宣番組） - 2023年9月放送分までナレーションを担当
- ラヴィット!（午前9時台の「JNN NEWS」キャスター）
  - 隔週木曜日担当：2021年4月1日 - 2022年3月
  - 毎週木曜日担当：2023年10月12日 - 2023年11月2日
  - S☆1（2022年4月 - 2025年3月30日）
    - 土・日曜版とも、石井大裕（先輩のスポーツアナウンサー）と共にメインキャスターへ起用。この起用を機に、ワールド・ベースボール・クラシック（WBC）や世界陸上の中継（TBSテレビが日本国内での放送権を保有）でリポートを任されるなど、スポーツ中継へ出演する機会を増やしている。2024年パリオリンピックの開催期間中には、メイン開催地のパリから『news23』に向けた取材リポートも担当。
    - 放送中に表示されるネームテロップでは、他にレギュラーで担当するテレビ番組と違って、名前（夏子）の上に「かこ」というルビが振られている。2024年10月5日以降の土曜版では、番組の終盤に内包されている「JNN NEWS」のキャスターを兼務。

### ラジオ
- BLITZ POWER PUSH（2019年10月7日 - 2020年9月25日） - 同期の篠原と交代で隔週出演[16][17]
- 伊集院光とらじおと（2021年9月27日 - 2022年3月21日）- 月曜日アシスタント
- 辰巳琢郎の勝手にコンシェルジュ（2021年7月3日 - 2022年3月26日） - 土曜日17:00-17:30[18]
- 井上貴博 土曜日の『あ』
  - 2022年6月4日：当日アシスタントを担当していた『木梨の会。』の本番後に、メインパーソナリティの木梨憲武（とんねるず）と揃ってゲストで出演。
  - 2023年1月7日：番組パートナーの田中ひとみ（TBSラジオキャスター）が体調不良で出演を見合わせたことに伴う代演。
- こねくと（2023年9月4日） - パーソナリティ・石山蓮華の腹腔鏡手術に伴う入院による休演を受けて、向井慧（パンサー）が『パンサー向井の＃ふらっと』（当日午前中の生ワイド番組）に続いてパーソナリティを務めることになったことから、向井のアシスタントとして出演。

## ディスコグラフィ

### 配信
- もうすぐ秋ですネェ - レディオ954名義。AKAと同時配信。